# 白斑柔星珊瑚
白斑柔星珊瑚（学名：Leptastrea pruinosa）为菊珊瑚科柔星珊瑚屬下的一个种。